# 어른벌레

매미가 허물을 벗어 어른벌레가 되고 있다.

어른벌레 또는 성충(成蟲)은 애벌레의 반대말로 벌레가 겪는 마지막 발전 단계이며 완전한 생식 능력(시간이 지나야 되는 곤충도 존재)이 있다. 불완전변태 이후나 변태 과정이 끝난 번데기의 출현 이후에 나타난다. 자란벌레라고도 한다.
어른벌레의 생존 시간은 하루살이처럼 수 시간에서 흰개미의 여왕 개체처럼 여러 해에 걸칠 정도로 다양하다. 하루살이에는 아성충(버금어른벌레)이라는 단계가 있다. 이 단계에서는 기능을 하는 날개를 지니지만 아직 성적으로 성숙한 단계는 아니며 탈피를 한 후 성적으로 성숙하는 진짜 성충 단계가 된다.

## 같이 보기
- 애벌레